# 팔리움

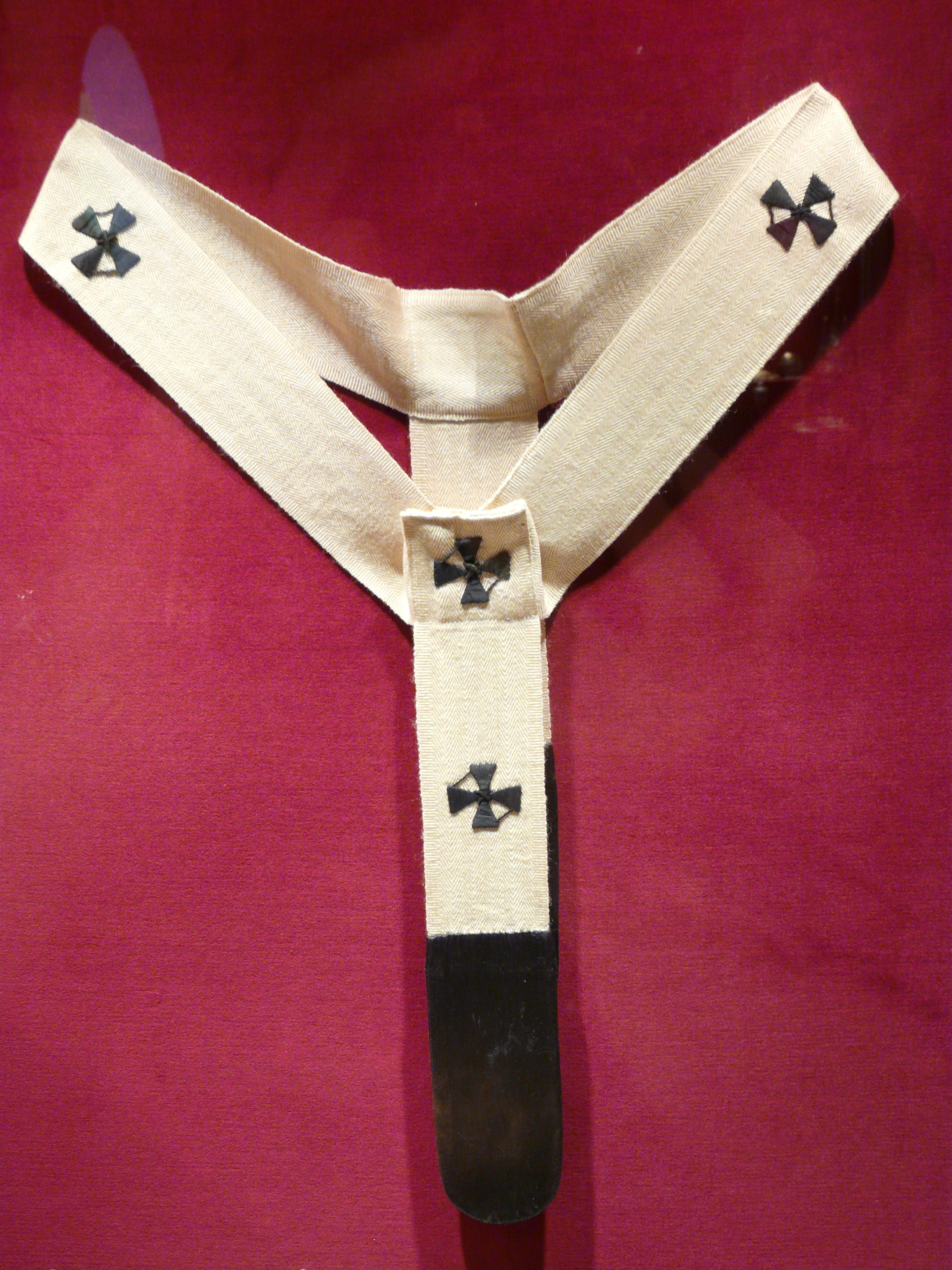
팔리움

팔리움(라틴어: pallium)은 기독교에서 주교 이상의 고위 성직자 가운데 교황을 비롯하여 지역 관구를 구성하는 관구장을 맡은 관구장의 제의 위에 걸치는 어깨 장식띠로 권위와 책임, 친교를 상징한다.

## 개요
가운데가 원형으로 되어 있고 앞과 뒤로 손가락 세 개 너비 정도의 좁은 고리가 있는 띠 모양을 한 오늘날의 팔리움은 제의를 걸친 목과 어깨 부분에 걸치고 목 앞과 등 뒤로 두 개의 띠가 내려와 앞뒤에서 봤을 때 마치 Y자처럼 보인다. 팔리움에는 총 여섯 개의 검은색의 작은 십자가가 자수로 수가 놓여 있는데 넷은 고리 모양 부분에, 나머지 둘은 꼬리 부분에 있다.
기원을 거슬러 올라가 보면, 팔리움은 오모포리온과 같은 복장이다. 오모포리온은 오늘날의 팔리움보다 훨씬 넓은 띠 모양을 한 천의 일종인데 동방 정교회와 동방 가톨릭교회의 주교들이 착용한다. 그 기원을 초대교회의 벽화에 자주 등장하는 양을 어깨에 멘 목자의 그림, 즉 ‘잃었던 양의 비유’(루카 15,1~7)와 연관시키는 사람도 있으나, 이 의미는 후세에 덧붙인 것으로 보이며 오히려 양털로 만든 로마 귀족의 복식에서 유래하였다고 보는 것이 일반적인 입장이다. 하지만, 팔리움과 관련된 전례 의식에서 그러한 의미가 어느 정도 있는 것은 사실이다.
팔리움은 자신의 관할구역 내에서 미사나 서품식 등 종교적 의식을 거행하는 관구장 대주교만 착용할 수 있으며, 은퇴한 관구장 대주교나 관구장이 아닌 주교, 자신의 관구 밖에서 치러지는 의식을 집전하거나 그에 참여하는 관구장 대주교는 원칙적으로 팔리움을 착용할 수 없다. 즉, 한 관구 안에서는 한 사람만 팔리움을 입을 수 있다. 예외적으로, 주교품을 아직 받지 않은 성직자가 교황에 선출되었을 경우 그 사람을 주교로 서품하는 성직자는 팔리움을 착용하고 의식을 거행한다.
교황 베네딕토 16세는 교황의 팔리움을 여느 성직자들의 팔리움과는 달리, 오모포리온과 팔리움이 거의 같은 모습을 띠었던 시기보다 훨씬 이전인 6세기 시절 팔리움의 형태로 다시 바꾸었다. 이 팔리움은 오늘날의 오모포리온의 너비만큼 크지는 않지만, 오늘날의 팔리움보다는 폭이 훨씬 넓고 길이도 무릎까지 내려올 정도로 길며 양끝에는 검은 비단을 덧붙였다. 더불어 다섯 개의 붉은빛을 띤 작은 십자가로 장식되어 있으며 그 중 세 개(앞쪽, 뒤쪽, 왼쪽 어깨)는 핀이 꽂혀 있는데 이는 예수가 십자가형을 당했을 당시 그의 양손과 양발에 박힌 세 개의 못과 그로 말미암아 생긴 다섯 상처를 상징한다. 오직 교황의 팔리움만이 이렇듯 특별히 구별되는 형태를 취하고 있다.
오늘날 모든 팔리움은 트라피스트회 수사들이 키우는 양의 하얀 털로 짜여 만들어지며, 팔리움으로 만들 재료로 선정된 털을 가진 양은 성 아녜스 수녀원의 수녀들에 의해 제대에 장엄하게 봉헌한다.